# Urunk mennybemenetele templom (Rosztov-na-Donu)
Az Urunk mennybemenetele templom (oroszul: Храм Вознесения Господня) ortodox templom, ami 1910 és 1913 között épült az oroszországi Doni-Rosztovban.
A templom építését helyi kereskedők költségén végezték, a terveket Grigorij Vasziljev építész készítette.
A főoltárt Urunk mennybemenetelének, az oldalkápolnákat Adrián és Natália szentek, valamint Szent János evangélista tiszteletére szentelték fel. A templom szerepel Oroszország kulturális örökségének nyilvántartásában.

## Története
A városon kívül kitört kolerajárvány után, 1892-ben temetőt hoztak létre, amelyet Testvértemetőnek (Братское) neveztek el. Akkoriban ez volt a Doni-Rosztov legnagyobb temetője, de egy ideig még kápolnája sem volt.
1891-től 1908-ig az Új Piac téren épült az Alekszandr Nyevszkij-székesegyház. Ebben az időszakban Szergej Zagoskin terve alapján egy ideiglenes kőtemplom épült. A székesegyház felszentelése után úgy döntöttek, hogy nem bontják le teljesen a templomot, hanem szétszedik, és építőanyagot szállítanak a Testvértemetőbe, hogy ott új templomot építsenek.
A szállítást helyi kereskedők költségén hajtották végre. Az építési munkákat Grigorij Vasziljev városi építész irányításával végezték.
A templom építészetében neobizánci és neoorosz stílus jegyei figyelhetők meg. Kezdetben a templomban egy nagy és négy kis kupola volt. A nyugati bejárat fölött egy harangláb emelkedett.
1929-ben a templomot bezárták. A Gyinamo sportstadion raktárként használta a helyiségeit. 1933-ban a Nagyboldogasszony közösség hatóságaihoz intézett fellebbezést követően a templomot újra megnyitották, majd 1937-ben újra bezárták. Az 1930-as és 1940-es években a harangtornya és a templom kupolája megsemmisült.
A templom hivatalos megnyitójára 1946-ban került sor, azóta folyamatosan megtartják az istentiszteleteket.
Az 1990-es évek végén felújítási munkálatok zajlottak, amelyek során helyreállították a harangtornyot és a kupolát. A 2000-es évek második felében a templombelső átépítésére került sor.

## Képgaléria

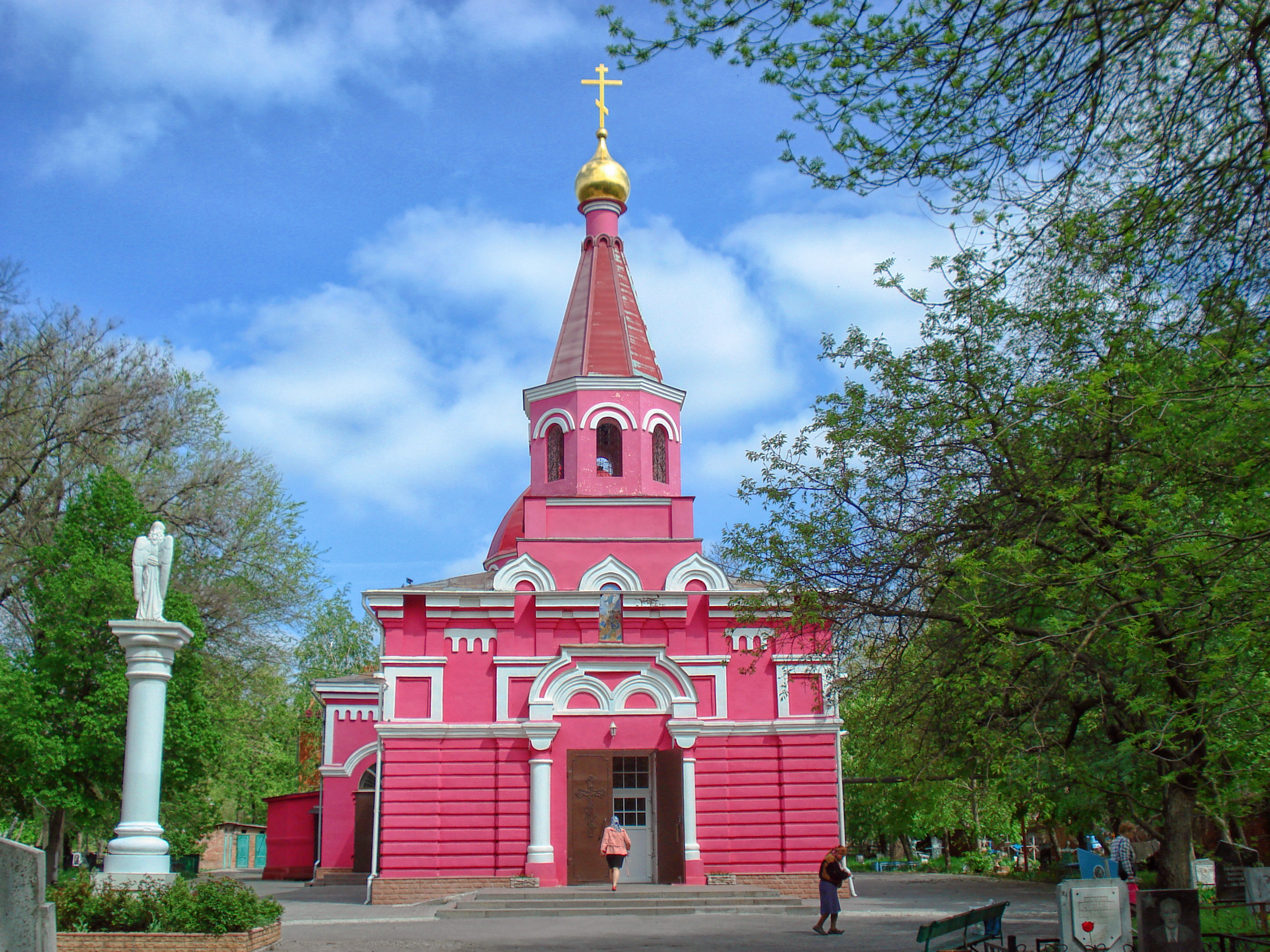
A templom
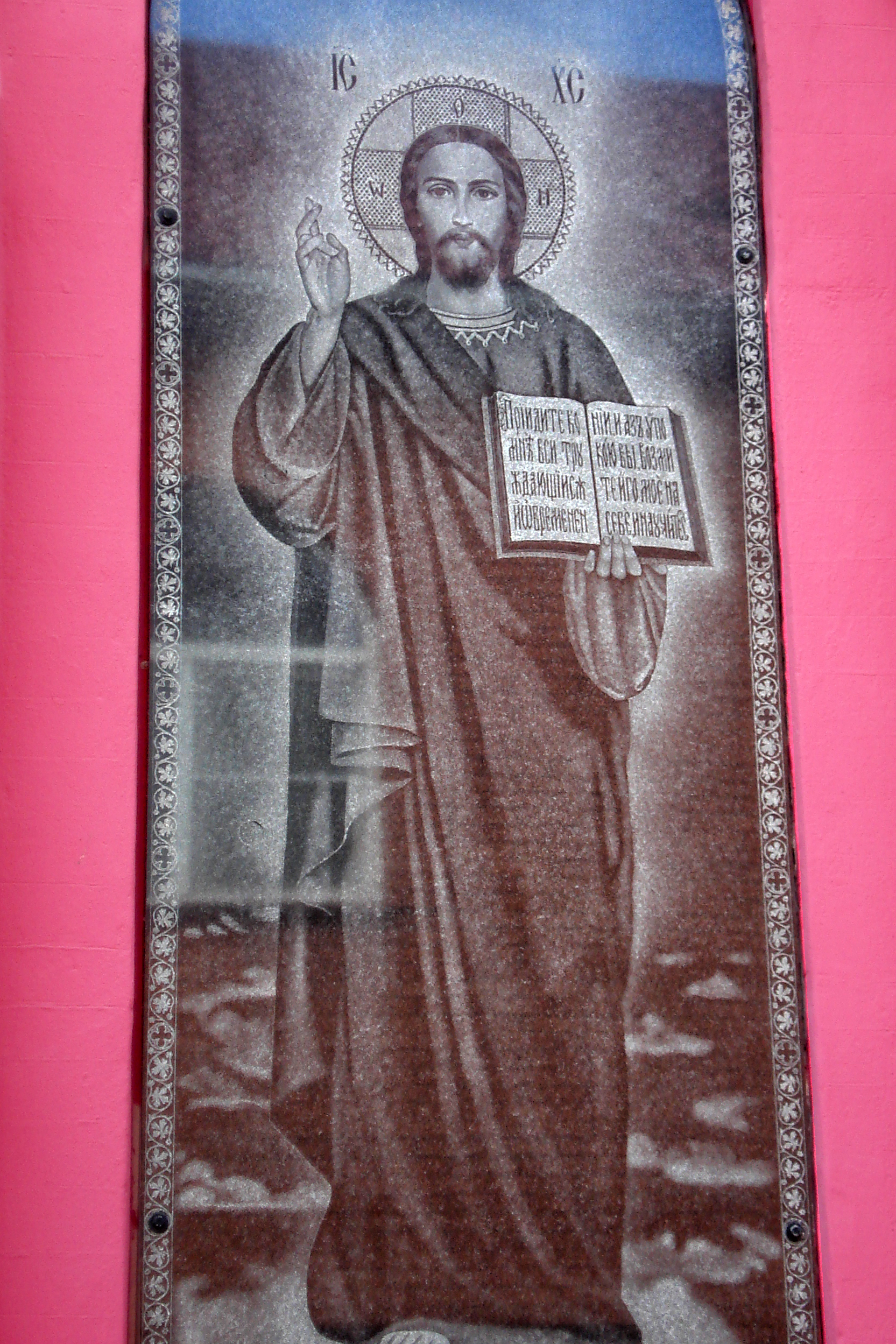
Homlokzati falfestmény töredéke
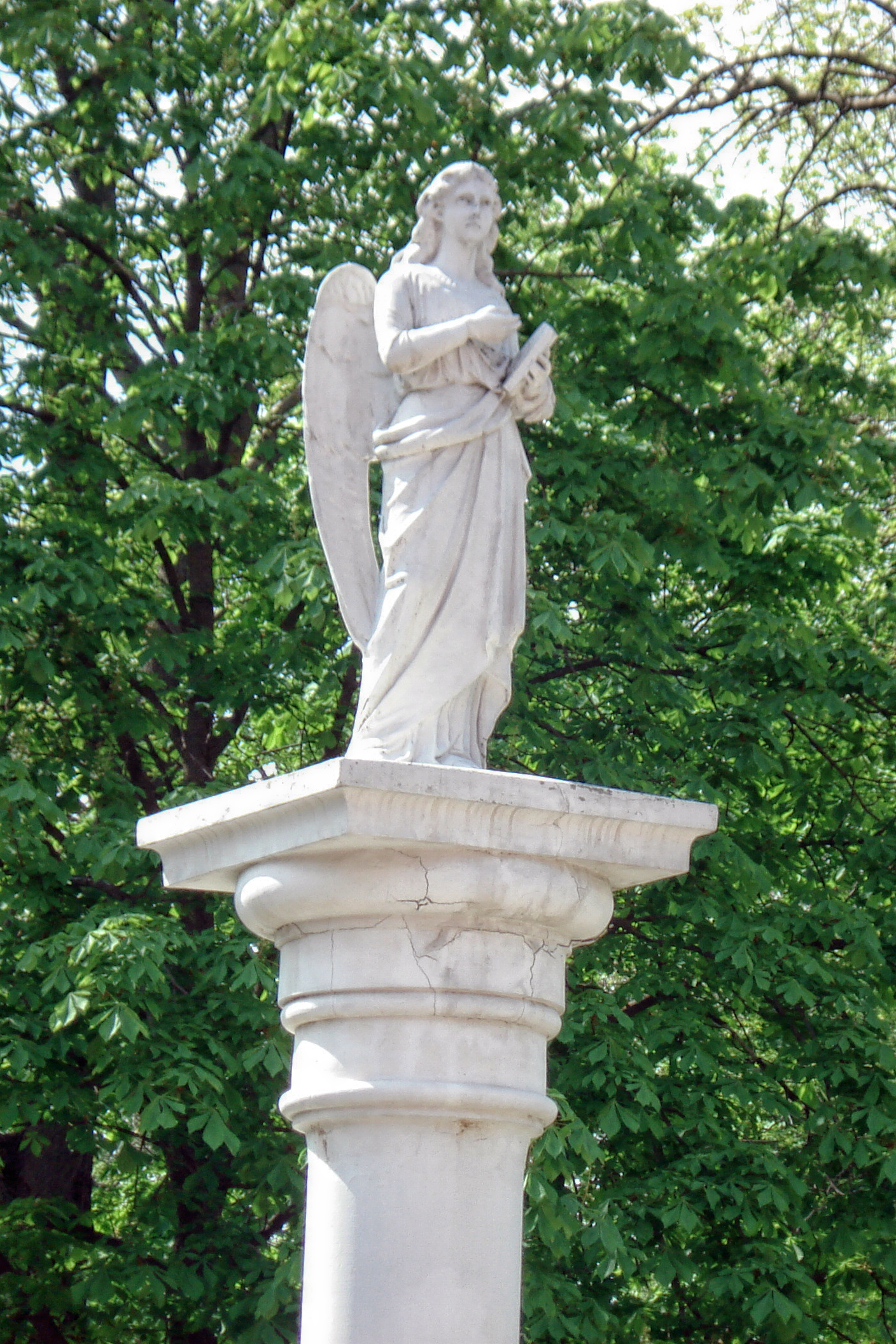
Egy angyal szobra a templom közelében

## Fordítás
- Ez a szócikk részben vagy egészben  az   Ascension Church, Rostov-on-Don című angol Wikipédia-szócikk ezen változatának fordításán alapul.  Az eredeti cikk szerkesztőit annak laptörténete sorolja fel. Ez a jelzés csupán a megfogalmazás eredetét és a szerzői jogokat jelzi, nem szolgál a cikkben szereplő információk forrásmegjelöléseként.